# Peter F. Causey
Peter Foster Causey (* 11. Januar 1801 in Bridgeville, Delaware; † 17. Februar 1871 in Milford, Delaware) war ein US-amerikanischer Politiker und von 1855 bis 1859  Gouverneur des Bundesstaates Delaware.

## Frühe Jahre und politischer Aufstieg
Nach seiner Schulzeit arbeitete Peter Causey bei seinem Vater, der im Handel tätig war. Politisch wurde er zunächst Mitglied der Demokratischen Partei, dann wechselte er zur Whig Party, deren Parteitage er in den Jahren 1840 und 1844 als Delegierter besuchte. Zwischen 1832 und 1835 war er Abgeordneter im Repräsentantenhaus von Delaware. Unter Gouverneur Thomas Stockton (1845–1846) war er Mitglied von dessen Beraterstab. In den Jahren 1846 und 1850 kandidierte er jeweils erfolglos für das Amt des Gouverneurs. Anfang der 1850er Jahre wechselte Causey von der sich allmählich auflösenden Whig Party zur Know-Nothing Party, die auch unter dem Namen American Party bekannt war. Als deren Kandidat wurde er im Jahr 1854 gegen seinen späteren Amtsnachfolger William Burton zum neuen Gouverneur gewählt.

## Gouverneur von Delaware
Peter Causey trat seine vierjährige Amtszeit am 16. Januar 1855 an. Seine Partei setzte sich für Gesetze zur Einführung der Prohibition ein. Diese traten zunächst auch in Kraft. Aber in den Parlamentswahlen des Jahres 1856 unterlag die Partei den Demokraten. Die Prohibitionsgesetze wurden dann wieder zurückgenommen und der Gouverneur musste sich für den Rest seiner Amtszeit mit einer demokratischen Opposition in der Legislative auseinandersetzen. In diesen Jahren wurde der Bau wichtiger Eisenbahnlinien vorangetrieben und abgeschlossen. Auch in Delaware war in diesen Jahren die Frage der Sklaverei und des Gegensatzes zwischen dem Norden und dem Süden das beherrschende politische Thema. Der Staat lag an der Grenze beider Blöcke und war daher ähnlich wie Tennessee, Kentucky oder Missouri besonders umstritten.

## Weiterer Lebenslauf
Nach seiner Gouverneurszeit wurde Causey Präsident einer Eisenbahngesellschaft. Politisch ist er bis zu seinem Tod im Jahr 1871 nicht mehr in Erscheinung getreten. Peter Causey war mit Maria William verheiratet, mit der er sechs Kinder hatte.